# Ivana Šutalo
Ivana Šutalo (18. prosinca 1994.) hrvatska je judašica. 
Članica je JK Dubrovnik.
Osvojila je brojne hrvatske naslove u svim dobnim kategorijama. Osvojila je srebro na europskom juniorskom prvenstvu 2012. godine te s ekipom Hrvatske zlato na Europskom prvenstvu 2014. godine. Na Europskom prvenstvu do 23 godine osvojila je 2015. godine srebro. Na Europskom judo prvenstvu za mlađe seniorke u Tel Avivu 2016. osvojila je zlato.
Proglašena je športašicom grada Dubrovnika za 2016. godinu.
Na Europskom prvenstvu u Varšavi 2017. u ekipnoj konkurenciji s hrvatskom reprezentacijom u sastavu: Tena Šikić, Tihea Topolovec, Marijana Mišković Hasanbegović, Barbara Matić, Ivana Šutalo osvojila je broncu.